# Барлоу, Сирил
Си́рил А́ртур Ба́рлоу (англ. Cyril Arthur Barlow; 22 января 1889, Ньютон-Хит, Манчестер — дата и место смерти неизвестны) — английский футболист, защитник.

## Биография
Уроженец Ньютон-Хит, Сирил начал играть в футбол за команду местной церкви. Затем выступал за любительский клуб «Нордерн Номадс» из Манчестера. В июле 1914 года подписал любительский контракт с «Манчестер Юнайтед», однако затем все турниры были прерваны из-за войны. В военные годы проходил службу во Франции. После завершения войны, в декабре 1919 года, Сирил подписал свой первый профессиональный контракт с клубом. Дебютировал в основном составе «Юнайтед» 7 февраля 1920 года в матче против «Сандерленда» на стадионе «Рокер Парк». Провёл в основном составе три сезона, выступая на позициях левого или крайнего защитника, но проиграл конкуренцию Чарли Муру. Всего сыграл за клуб 30 матчей.
В октябре 1922 года перешёл в клуб Комбинации Ланкашира «Нью-Кросс». Однако даже после этого его имя трижды появлялось в составах резервной команды «Манчестер Юнайтед».